# Nachal Kelach
Nachal Kelach (hebrejsky: נחל כלח) je vádí v severním Izraeli, v pohoří Karmel.
Začíná v nadmořské výšce přes 400 metrů nad mořem, v hřebenové partii pohoří Karmel, severně od hory Har Alon, nedaleko křižovatky lokální silnice 721 a 672 severovýchodně od vesnice Bejt Oren. Nedaleko odtud se nachází i areál věznice Damon. Odtud vádí směřuje k severozápadu zalesněnou krajinou, přičemž se prudce zařezává do terénu a vytváří mohutný kaňon. Ve svazích lemujících tok se nacházejí jeskyně Ma'arat Kelach (מערת כלח) a Ma'arat Damon (מערת דמון). Na dně kaňonu je pak pramen Ejn Kelach (עין כלח). Vádí pak zleva ústí do vádí Nachal Galim, které jeho vody odvádí do Středozemního moře.
Okolí vádí je turisticky využíváno. V prosinci 2010 byla oblast při horním toku Nachal Kelach postižena lesním požárem, který zničil velkou část zdejších lesů.